# Anhalt
Anhalt fue un condado soberano desde 1212 a 1918 (después de 1806 ducado) en Alemania, localizado entre los Montes Harz y el río Elba en el centro de Alemania. Ahora forma parte del estado de Sajonia-Anhalt.

## Historia

### Duque de Anhalt
Durante el siglo IX, el área formó parte del Ducado de Sajonia. En el siglo XII, estuvo bajo el gobierno de Esico (muerto en 1059 o 1060). Su hijo fue Adalberto II (muerto en 1080) y su nieto Otón el Rico parece ser el primero en tomar el título de conde de Anhalt. Otón, también conocido como conde de Ballenstedt, fue el padre de Alberto el Oso, conde de Anhalt, que conquistó el territorio eslavo de Brandeburgo. Cuando Alberto murió en 1170, su hijo Bernardo, que recibió el título de duque de Sajonia en 1180, se convirtió en conde de Anhalt. Bernardo murió en 1212, y Anhalt, ahora separada de Sajonia, pasó a manos de su hijo Enrique I, que en 1218 tomó el título de príncipe y fue el verdadero fundador de la casa principesca de Anhalt. Enrique I está incluido entre los minnesängers por el  Codex Manesse.

### Príncipes de Anhalt

Anhalt en 1259, dividido entre los tres hijos del conde Enrique.

A la muerte de Enrique en 1252, sus tres hijos se repartieron el principado y fundaron, respectivamente, las líneas de Aschersleben, Bernburg y Zerbst. La familia gobernante en Aschersleben se extinguió en 1315, y este distrito fue subsecuentemente incorporado al vecino Arzobispado de Halberstadt, dividiendo entonces el territorio de Anhalt-Bernburg en dos partes separadas. El último príncipe de la línea original de Anhalt-Bernburg murió en 1468 y sus tierras fueron heredadas por los príncipes de la única línea que permanecía, la de  Anhalt-Zerbst. El territorio perteneciente a esta rama de la familia había sido dividido en 1396, y después de la adquisición del príncipe Jorge I de Bernburg se hizo una nueva división de Zerbst (Zerbst y Dassau). A Principios del siglo XVI, sin embargo, debido a la muerte o abdicación de distintos príncipes, la familia se había estrechado a dos ramas, Anhalt-Köthen y Anhalt-Dessau (las dos surgidas de Anhalt-Dessau en 1471).
Wolfgang de Anhalt, llamado el Confesor, que se convirtió en príncipe de Anhalt-Köthen en 1508, fue el segundo gobernante en el mundo en introducir la Reforma protestante en su país en 1525. Fue uno de los signantes de las Confesiones de Augsburgo en 1530, y después de la batalla de Mühlberg en 1547 fue puesto bajo prohibición imperial y desposeído de sus tierras por el emperador Carlos V. Después de la paz de Passau en 1552 recompró su principado, pero como no tenía descendencia se rindió en 1562 a sus familiares príncipes de Anhalt-Dessau. Ernesto I dejó tres hijos, Juan V, Jorge III y Joaquín, que gobernaron sus tierras conjuntamente por muchos años, y que favorecieron la doctrina luterana, que se convirtió en dominante en Anhalt. Hacia 1546 los tres hermanos dividieron el principado y fundaron las líneas de Zerbst, Plötzkau y Dessau. Esta división, sin embargo, fue sólo temporal, la adquisición de Köthen, y una serie de muertes entre los príncipes gobernantes, permitieron a Joaquín Ernesto, hijo de Juan V, unificara enteramente Anhalt bajo su reinado en 1570.

Mapa mostrando Anhalt en 1648.

Joaquín Ernesto murió en 1586, y sus cinco hijos gobernaron la tierra conjuntamente hasta 1603, cuando debido a la falta de primogenitura, Anhalt fue nuevamente dividida, y las líneas de Dessau, Bernburg, Plötzkau, Zerbst y Köthen fueron refundadas. El principado fue devastado durante la guerra de los treinta años, donde en la parte más temprana de este conflicto, Cristián I de Anhalt-Bernburg tuvo una intervención importante. En 1635 se alcanzó un acuerdo entre varios de los príncipes de Anhalt, que dio una cierta autoridad al mayor de entre los miembros de la familia, y que le permitía representar al principado en su conjunto. Este proceder probablemente fue debido a la necesidad de mantener una apariencia de unidad en vista de las perturbaciones de la política europea entre los estados.

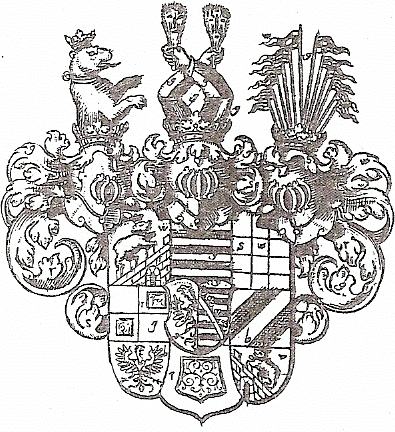
Escudo de armas del ducado en 1703.

En 1665, se extinguió la rama de Anhalt-Köthen, y de acuerdo a un pacto de familia este distrito fue heredado por Lebrecht, príncipe de Anhalt-Plötzkau, que rindió Plötzkau a Bernburg, y tomó el título de príncipe de Anhalt-Köthen. En el mismo año los príncipes de Anhalt decidieron que si se extinguía cualquiera de las ramas de la familia las tierras serían repartidas a partes iguales entre las restantes ramas de la familia. Este acuerdo fue llevado a cabo tras la muerte de Federico Augusto, príncipe de
Anhalt-Zerbst en 1793, y Zerbst fue dividida entre los tres príncipes restantes. Durante esos años la política de los diferentes príncipes fue marcada, posiblemente intencionadamente, por una considerable uniformidad. Una o dos veces el calvinismo fue favorecido por un príncipe, pero en general la casa fue leal a la doctrina de Martín Lutero. El crecimiento de Prusia proporcionó a Anhalt un formidable vecino, y el establecimiento de la primogenitura por todas las ramas de la familia previnieron nuevas divisiones del principado.

### Ducados delsigloXIX

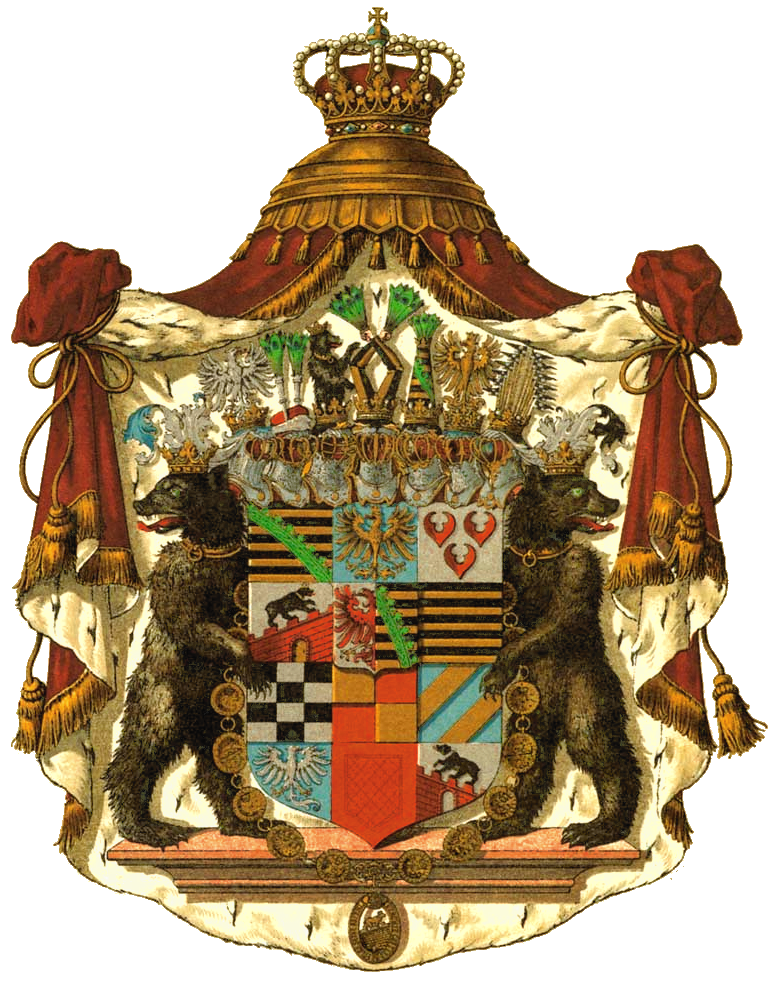
Escudo de armas del Ducado de Anhalt en el.

En 1806, Napoleón elevó los restantes estados de Anhalt-Bernburg, Anhalt-Dessau y Anhalt-Köthen a la categoría de ducados; en este tiempo, Anhalt-Plötzkau y Anhalt-Zerbst habían dejado de existir. Estos ducados fueron unificados en 1863, debido a la extinción de las líneas de Köthen y Bernburg. El nuevo ducado consistía de dos grandes porciones de territorio, Anhalt Oriental y Occidental, separadas por la interposición de parte de la provincia prusiana de Sajonia y cinco exclaves rodeados por territorio prusiano: Alsleben, Mühlingen, Dornburg, Gödnitz y Tilkerode-Abberode. La porción oriental y mayor de todas del ducado estaba rodeada por el distrito prusiano de Potsdam (en la provincia prusiana de Brandeburgo) y por Magdeburgo y Merseburg, pertenecientes a la provincia prusiana de Sajonia. La porción occidental y más pequeña, también llamada Ducado Superior o Ballenstedt, estaba rodeada por los dos últimos distritos así como por el Ducado de Brunswick-Lüneburg.
Como estado unificado, la capital de Anhalt era Dessau.
Junto con la caída de todas las monarquías alemanas, el Ducado de Anhalt fue abolido en 1918-1919 durante la revolución que sucedió al fin de la I Guerra Mundial. Fue reemplazado por el Estado Libre de Anhalt dentro de la República de Weimar. Después de la II Guerra Mundial, el Estado Libre fue unido a partes de la provincia prusiana de Sajonia para formar Sajonia-Anhalt. Subsecuentemente, Sajonia-Anhalt fue disuelta en 1952, pero fue restablecida tras la reunificación alemana en 1990, y desde entonces ha sido uno de los dieciséis Estados Federados (Bundesländer) de Alemania.

## Geografía
Al oeste, el territorio es ondulado y en el extremo noroeste, donde forma parte de los montes Harz, montañoso, siendo el pico Ramberg el más alto (579 m). Desde Harz el territorio desciende suavemente hasta el río Saale; y entre este río y el Elba es particularmente fértil. Al este del Elba, el terreno es principalmente llano y arenoso, con extenso bosques de pinos, intercalados zonas pantanosas y ricos pastos. El Elba es el río principal, intersecando la parte más oriental del antiguo ducado, de este a oeste, y en Rosslau desemboca el río Mulde. El Saale es un río navegable con dirección norte en la parte central del territorio y recibe el río Fuhne por su derecha, y a los ríos Wipper y Bode por su izquierda.
El clima es generalmente suave, aunque menos en las regiones más elevadas del suroeste. El área del antiguo ducado es de 2.300 km², y la población en 1905 era de 328.007 habitantes, con una densidad de población de 909 hab./km².

## Población
El territorio estaba dividido en los distritos de Dessau, Köthen, Zerbst, Bernburg y Ballenstedt, de los que el de Bernburg era el más poblado, y el de Ballenstedt el que menos. Entre las ciudades, cuatro —Dessau, Bernburg, Köthen y Zerbst— tenían una población que excedía los 20.000 habitantes. Los habitantes del antiguo ducado, con la excepción de 12.000 católicos y 1.700 judíos, pertenecían a la Iglesia Evangélica del Estado de Anhalt. La autoridad eclesiástica suprema era el consistorio en Dessau; un sínodo de 39 miembros, elegidos por seis años, se reunía  para deliberar sobre las materias referentes a la organización de la iglesia. Los católicos quedaban baja la jurisdicción del arzobispado de Paderborn.

## Constitución
El ducado, fue declarado el 17 de septiembre de 1859, en virtud de una ley fundamental, como una monarquía constitucional. El duque, que llevaba la dignidad de "Alteza" ostentaba el poder ejecutivo compartiendo el poder legislativo con los estados. La dieta (Landtag) estaba compuesta por treinta y seis miembros, de los que dos eran elegidos por el duque, ocho eran representantes de terratenientes con los mayores impuestos, dos de entre clases más elevadas de comerciantes y de la industria manufacturera, catorce entre electores de las ciudades y diez de los distritos rurales. Los representantes eran elegidos por seis años mediante sufragio indirecto y ser mayores de veinticinco años. El duque gobernaba mediante un ministro de Estado, que era la cabeza de todos los departamentos —finanzas, interior, educación, culto público y estadísticas—.

## Gobernantes de Anhalt

### Edad Media
- Esico de Ballenstedt ?-1059/1060, Primer conde de Anhalt
- Conde Otón de Ballenstedt
- Alberto el Oso ?-1170
- Bernardo, 1170-1212
- Enrique I, 1212-1252 (príncipe desde 1218)

Partición entre Anhalt-Aschersleben, Anhalt-Bernburg, y Anhalt-Zerbst en 1252

### Duques de Anhalt, 1863-1918
- Leopoldo IV, 1863-1871
- Federico I, 1871-1904
- Federico II, 1904-1918
- Eduardo, 1918
- Joaquín Ernesto, 1918

### Cabeza de la casa de Anhalt desde 1918
- Duque Joaquín Ernesto, 1918-1947
- Príncipe Federico, 1947-1963
- Príncipe Eduardo, 1963-presente